# バンビ2 森のプリンス
『バンビ2 森のプリンス』（Bambi II）は、2006年に公開したアメリカのウォルト・ディズニー・カンパニーが製作したアニメーション映画。1942年にアメリカで公開された『バンビ』の続編である。前作では描かれなかった、バンビが母を失ってからの成長物語。アメリカ本国では、ディズニートゥーン・スタジオ作品としては、最後のVHS発売作品となった。

## あらすじ
人間に襲われ、母を失ってしまった鹿のバンビ。子育ての経験の無い父鹿（森の王様）は、相談役のフクロウにバンビの新しいお母さん（養母）の手配を頼むが、この時、冬の真っ只中で他の鹿達は自分の食糧を確保するのに手一杯であると懸念するフクロウから「ご自分で育ててみては如何ですか？」と諭され、「春まで」という条件でバンビと一緒に暮らす事になる。それまで会話はおろか一緒に過ごした事すらなかったバンビも父も、始めはお互いにどう接したらいいのかわからなかった為、その会話もぎこちなく、また、父のいうことを聞かず、母の面影を追って危ない目に遭ったりしたが、次第にお互いを知る事で確かな絆で結ばれていった。しかし、春になり、フクロウが養母となる雌鹿を連れてやって来たため、離れ離れになってしまう。更に、ロノとケンカしているのを止めようとした養母は人間が仕掛けていた罠に捕まる。バンビはそれを助ける為に、自ら人間が連れてきた猟犬を引きつけようとする。一方、バンビの窮地を知った父は息子を助ける為に大急ぎで向かうが…

## キャラクター紹介
バンビ
森の王子。母の死以降父親と共に生活するようになる。当初は甘えん坊かつ臆病な性格のためにロノやヤマアラシに舐められっぱなしだったが、終盤には単身猟犬達を退けるまでに成長する。
森の王様（the Great Prince of the Forest）
バンビの父親。人間たちに殺された妻に代わってバンビを育てることになるも、不慣れな子育てに悪戦苦闘する。
前作では終始王者らしい威風堂々とした姿を見せていたが、本作では父親と王との間で苦悩する姿やバンビと一緒になってはしゃぐなど、意外な一面を見せる。また、子供の頃はバンビと似たような性格だったらしい。
とんすけ（Thumper）
バンビの親友のウサギ。妹が4匹おり、終始彼女らに振り回されている。
フラワー
スカンク。おならが臭い。亀が苦手らしい。
ファリーン
雌の子鹿で、バンビを好いている。
ロノ
小さな角が生えている雄の子鹿。何かにつけてバンビに絡んでくる嫌な奴だが、実際は怖がりですぐ「ママー」と泣く。
ヤマアラシ
川にかかった古い木の橋の中に住んでおり、橋を渡ろうとするバンビの邪魔をする。しかし後半は猟犬を追い払うためにその棘を利用されてしまった。
フクロウ
森の長老。バンビの育ての親を探す森の王様に、一緒に暮らすように諭する。
ミーナ
フクロウがつれてきたバンビの養母。バンビの母親とは幼馴染。
ウッドチャック
（グラウンドホッグデーのように）みんなが春を待ち望んでウッドチャックの行動を見る。

## キャスト
| 役名             | 原語版声優                                                          | 日本語吹き替え                      |
| ---------------- | ------------------------------------------------------------------- | ----------------------------------- |
| 森の王様         | パトリック・スチュワート                                            | 大川透                              |
| バンビ           | アレクサンダー・グールド                                            | 柴井伶太                            |
| フクロウ         | キース・ファーガソン                                                | 熊倉一雄                            |
| とんすけ         | ブレンドン・ベアルグ                                                | 山内翔平                            |
| フラワー         | ニッキー・ジョーンズ                                                | 仲條友彪                            |
| ファリーン       | アンドレア・ボーウェン                                              | 宮本侑芽                            |
| ロノ             | アンソニー・ガンナム                                                | 森山拓哉                            |
| とんすけの妹たち | A: マケンナ・カウギル B: エマ・ローズ・リマ C: アリエル・ウィンター | A: 諸星すみれ B: 戎怜菜 C: 若山詩音 |
| ウッドチャック   | ブライアン・ピメンタル                                              | 龍田直樹                            |
| ヤマアラシ       | ブライアン・ピメンタル                                              | 茶風林                              |
| お母さん         | キャロリン・ヘネシー                                                | 杉村理加                            |
| ミーナ           | クリー・サマー                                                      | 田中敦子                            |
| ミセス・ヘア     | キャス・スーシー                                                    | 太田淑子                            |
| カラス           |                                                                     | 多田野曜平                          |
| 犬               | フランク・ウェルカー                                                | 原語版流用                          |

- その他の声の吹き替え：藤原堅一／田中英樹／黒川なつみ

## 賞歴
2007年、第34回アニー賞 Best Home Entertainment Productionと第33回サターン賞 Best DVD Release にノミネートされ、第34回アニー賞 Best Home Entertainment Productionを受賞した。

## サウンドトラック
この映画のサウンドトラックには、 ブルース・ブロートンによる楽曲だけでなく、新しく作られたアリソン・クラウス, w:Martina McBride, アンソニー・カリアらの歌曲もある。DVDのリリースと同時に、サウンドトラックはアメリカ合衆国のウォルト・ディズニー・レコードから2006年2月7日にリリースされた。Matt Walkerによるプロデュースが行われたこのサウンドトラックは、この映画から9曲、前作から3曲が収録された。
1. "There is Life" (アリソン・クラウス) – 2:19
2. "First Sign of Spring" - (w:Michelle Lewis) – 3:49
3. "Through Your Eyes" - (w:Martina McBride) – 4:07
4. "The Healing of a Heart" - (アンソニー・カリア) – 2:43
5. "Snow Flakes in the Forest" - (ブルース・ブロートン) – 1:40
6. "Bambi's Dream (ブルース・ブロートン) – 1:27
7. "Being Brave (Part 1) (ブルース・ブロートン) – 1:22
8. "Being Brave (Part 2) (ブルース・ブロートン) – 1:13
9. "Bambi and the Great Prince/End Credit Suite" (ブルース・ブロートン) – 3:34
10. "Sing the Day" (Various) – 1:53
11. "Main Title (Love is a Song)" (Donald Novis) – 2:56
12. "Little April Shower" (コーラス) – 3:54
13. "Let's Sing a Gay Little Spring Song" (コーラス) – 1:44